# Don't Just Stand There
Don't Just Stand There est un film américain réalisé par Ron Winston sorti en 1968.

## Fiche technique
- Titre : Don't Just Stand There
- Réalisateur : Ron Winston
- Scénario : Charles Williams d'après son roman The Wrong Venus
- Musique Nick Perito
- Chansons : Ray Charles
- Producteur : Stan Margulies
- Maison de production : Universal Pictures
- Genre : Comédie
- Durée : 99 minutes
- Film en Technicolor
- Dates de sortie :
  - États-Unis : 4 septembre 1968
  - Danemark : 28 avril 1969
  - Mexique : 21 janvier 1971

## Distribution
- Robert Wagner : Lawrence Colby
- Mary Tyler Moore : Martine Randall
- Glynis Johns : Sabine Manning
- Harvey Korman : Merriman Dudley
- Barbara Rhoades : Kendall Flanagan
- Vincent Beck : Painter
- Joseph V. Perry : Jean-Jacques
- Stuart Margolin : Remy
- Émile Genest : Henri
- David Mauro : Jules
- Penny Santon : Renée
- Joseph Bernard : Inspecteur de police